# Conure à cape noire
Pyrrhura rupicola
Espèce
Statut de conservation UICN

 LC  : Préoccupation mineure
Statut CITES
La Conure à cape noire (Pyrrhura rupicola) est une espèce d'oiseau appartenant au groupe des conures et à la famille des Psittacidae.

## Description
Cet oiseau est proche de la Conure de Souancé. Il mesure environ 25 cm.

## Sous-espèces
La Conure à cape noire est représentée par deux sous-espèces :
- rupicola ;
- sandiae.

## Répartition
Cet oiseau peuple le bassin de l'Amazone.